# Libretto formativo
Il libretto formativo del cittadino è un documento personale predisposto in formato elettronico e cartaceo sul quale vengono registrate le competenze acquisite durante la formazione in apprendistato, la formazione in contratto di inserimento, la formazione specialistica e la formazione continua del cittadino lavoratore.
Questo dispositivo rappresenta un primo tentativo italiano per l'Europass.

## Fonti normative
Il libretto formativo si colloca nelle linee guida della strategia di Lisbona, nata con il Consiglio europeo del marzo 2000, la quale individua come portanti temi quali la trasparenza delle competenze nella costruzione di un'Europa della conoscenza. Lo strumento nasce dal decreto ministeriale del 10 ottobre 2005, grazie alla cooperazione dei Ministeri del Lavoro, dell'Istruzione e dell'Università, Regioni e Parti Sociali.
Il documento tecnico di accompagnamento relativo è invece stato approvato con il D.M. del 25 ottobre 2005. 
Il Libro bianco sul welfare del 2009 pianifica l'integrazione del libretto formativo del cittadino nella costruzione di un fascicolo personale elettronico, base di dati su salute e lavoro del cittadino ad uso della pubblica amministrazione.
Il d.lsg n. 81 del 2008 prevede che:
“Le competenze acquisite a seguito dello svolgimento delle attività di formazione di cui al presente articolo nei confronti dei componenti del servizio interno sono registrate nel libretto formativo del cittadino di cui all'articolo 2, comma 1, lettera i), del decreto legislativo 10 settembre 2003, n. 276, e successive modificazioni, se concretamente disponibile in quanto attivato nel rispetto delle vigenti disposizioni.”
Ancora:
“Le competenze acquisite a seguito dello svolgimento delle attività di formazione di cui al presente decreto sono registrate nel libretto formativo del cittadino di cui all'articolo 2, comma 1, lettera i), del decreto legislativo 10 settembre 2003, n. 276, e successive modificazioni, se concretamente disponibile in quanto attivato nel rispetto delle vigenti disposizioni. Il contenuto del libretto formativo è considerato dal datore di lavoro ai fini della programmazione della formazione e di esso gli organi di vigilanza tengono conto ai fini della verifica degli obblighi di cui al presente decreto.”
Il Ministero del lavoro, della salute e delle politiche sociali ha specificato, riguardo all'obbligatorietà o meno di questo strumento, che assume un carattere di servizio e volontarietà per il cittadino, di conseguenza, il responsabile della gestione del Libretto è il titolare di questo potrà progressivamente aggiornalo e ampliarlo.
Dalle disposizioni di legge emerge si tratta dunque di uno dispositivo utile al cittadino-lavoratore e concepito per essere amministrato e concesso dalle Regioni e Province autonome, previa richiesta di rilascio volontaria da parte del individuo, ma anche sulla base di un processo di supporto alla compilazione a cura di operatori preposti e infine l'istanza del soggetto titolare per l'aggiornamento dei contenuti. Dalle disposizioni di legge emerge si tratta dunque di uno dispositivo utile al cittadino-lavoratore e concepito per essere amministrato e concesso dalle Regioni e Province autonome, previa richiesta di rilascio volontaria da parte del individuo, ma anche sulla base di un processo di supporto alla compilazione a cura di operatori preposti e infine l'istanza del soggetto titolare per l'aggiornamento dei contenuti.

## Funzioni
Nello specifico il libretto è pensato per raccogliere, formalizzare e rendere tracciabili informazioni come:
- competenze acquisite in percorsi formativi anche se non conclusi o non legati ad un titolo di studio
- competenze acquisite sul lavoro o in altre attività verificate tramite un processo di valutazione e validazione
- competenze comunque acquisite, auto-dichiarate ed eventualmente accompagnate da evidenze documentali

In senso più ampio le finalità rilevate sono:
- autoconsapevolezza dell'individuo circa le proprie risorse e potenzialità
- rendere le informazioni riguardanti il lavoratore facilmente identificabili e riconoscibili da più soggetti
- promozione di una concreta prospettiva di riconoscimento istituzionale delle competenze tra sistemi educativi, sistemi formativi e mercato del lavoro

Inoltre questo strumento permette di trovare risposta ai diversi fabbisogni della persona, soprattutto in fasi transitorie della vita personale e professionale, del mercato del lavoro e delle istituzioni.
Infatti può aiutare il soggetto a:
- essere consapevole del proprio bagaglio culturale e professionale, ri-pensandolo e formalizzandolo “in termini di competenze” acquisite;
- rendere valide e riconosciute anche le competenze acquisite in contesti non formali e informali;
- conservare una documentazione anche delle esperienze avvenute non in contesti istituzionali;
- agevolare il rilevamento degli aspetti più specialistici e qualitativi di ciò che si dispone;
- sostenere la prospettiva della validazione delle competenze non formali, ai fini del reingresso nei sistemi educativi-formativi e l'accesso al lavoro.[10]

Inoltre è funzionale al mercato del lavoro in quanto permette di lasciare traccia del percorso formativo e professionale del lavoratore, dando visibilità al patrimonio complessivo delle conoscenze, competenze e abilità detenute da una persona e la loro riconoscibilità nei processi di inserimento e/o mobilità lavorativa.
Infine consente alle Istituzioni di poter concretamente valorizzare i titoli, le esperienze e le competenze dei cittadini dei diversi Stati membri, favorendone la visibilità entro una logica di mobilità geografica e professionale e di apprendimento permanente.

## Contenuti
Il libretto si presenta in due sezioni così suddivise:
- prima sezione: dati personali, esperienze lavorative/professionali, titoli di istruzione e di formazione, esperienze formative.
- seconda sezione: rilevamento delle competenze tramite tabella, composta delle voci "tipologia", "descrizione", "contesto di acquisizione", "periodo di acquisizione", "evidenze documentali".

## Implementazione
La sperimentazione ha avuto luogo tra il 2007 e il 2010 sotto la consulenza e il supporto tecnico dell'ISFOL e ha interessato 13 tra regioni e province autonome.
La sperimentazione, realizzata con modalità differenziate nei diversi contesti regionali, si è recentemente conclusa e gli esiti sono in corso di elaborazione. A breve potranno essere diffusi e discussi nelle opportune sedi istituzionali, anche al fine di disegnare le prospettive future del libretto.
Tale strumento si propone di valorizzare e rendere leggibili le proprie esperienze e competenze “comunque acquisite”, in base alle prospettive di crescita della Strategia di Lisbona, fondate “sulla conoscenza, l'innovazione e la valorizzazione del capitale umano”.
Il libretto costituisce un'integrazione ad Europass, documento di certificazione delle esperienze in ambito di mobilità internazionale già usato sia in Italia, nei Paesi dell'Unione europea, SEE, e Paesi candidati.
Nel 2011 alcune Regioni hanno messo a regime il rilascio del Libretto per categorie specifiche quali i disoccupati fruitori di sussidi pubblici e i lavoratori stranieri. Tuttavia dal punto di vista nazionale il vuoto normativo sulle modalità di rilascio, di validazione e sull'individuazione dei soggetti validanti condiziona ancora la fruibilità e l'omogeneità del servizio sul territorio.